# Episcopal Diocese of Springfield
Die Episcopal Diocese of Springfield ist ein Bistum der Episkopalkirche der Vereinigten Staaten von Amerika.  Es befindet sich im US-Bundesstaat Illinois und schließt das Gebiet östlich des Illinois River und südlich der Countys von Woodford, Livingston, Ford und Iroquois ein. Die Gründung des Bistums wurde veranlasst als die ehemalige Episcopal Diocese of Illinois in drei unterschiedliche Bistümer (Springfield, Quincy und Chicago) 1877 aufgeteilt wurde. Der Bischof bis 2010, der Right Reverend Peter Hess Beckwith, wurde am 29. Februar 1992 geweiht und dient als Vizepräsident des American Anglican Councils. Der künftige Bischof, Daniel Hayden Martins, wird am 19. März 2011 geweiht.

## Gemeinden
- Albion: St. John’s
- Alton: St. Paul’s
- Belleville: St. George’s
- Bloomington: St. Matthew’s
- Cairo: Redeemer
- Carbondale: St. Andrew’s
- Carlinville: St. Paul’s
- Caseyville: St. Anne’s
- Centralia: St. John’s
- Champaign:

Emmanuel Memorial
Chapel of St. John the Divine
- Chesterfield: St. Peter’s
- Columbia/Waterloo: Sacred Journey
- Danville: Holy Trinity
- Decatur: St. John’s
- Edwardsville: St. Andrew’s
- Effingham: St. Laurence
- Glen Carbon: St. Thomas’
- Granite City: St. Bartholomew’s
- Harrisburg: St. Stephen’s
- Havana: St. Barnabas’
- Jacksonville: Trinity
- Lincoln: Trinity
- McLeansboro: St. James’
- Marion: St. James’
- Mattoon: Trinity
- Morton: All Saints’
- Mount Carmel: St. John the Baptist
- Mount Vernon: Trinity
- Normal: Christ the King
- O’Fallon: St. Michael’s
- Olney: St. Alban’s
- Paris: St. Andrew’s
- Pekin: St. Paul’s
- Rantoul: St. Christopher’s
- Robinson: St. Mary’s
- Salem: St. Thomas’
- Springfield:

Cathedral Church of St. Paul
Christ Church
St. Luke’s
- West Frankfort: St. Mark’s